# Club Atlético Voleibol Murcia 2005
Il Club Atlético Voleibol Murcia 2005 è una società pallavolistica femminile spagnola con sede a Murcia; milita nel massimo campionato spagnolo.

## Storia
Nacque nell'estate del 2005 da una costola del Club de Fútbol Atlético Ciudad; approfittò poi della rinuncia della Compañía de María di Siviglia per iscriversi direttamente alla Superliga, massimo campionato di pallavolo spagnolo. Sponsorizzato dall'immobiliare Grupo 2002, centrò all'esordio il terzo posto in campionato. Nella stagione successiva debuttò in una competizione europea, la Top Teams Cup, vincendola; nello stesso anno conquistò tutti i trofei nazionali, campionato, Coppa della Regina e Supercoppa di Spagna, impresa ripetuta nel 2008.

## Palmarès
- Campionato spagnolo: 3

2006-07, 2007-08, 2008-09
- Coppa della Regina: 5

2006-07, 2007-08, 2008-09, 2009-10, 2010-11
- Supercoppa spagnola: 4

2006, 2007, 2009, 2010
- Top Teams Cup: 1

2006-07